# Навозник пушистый
Наво́зник пуши́стый, или мохноно́гий (лат. Coprinopsis lagopus) — гриб из рода Coprinopsis.
Синонимы:
- Agaricus lagopus Fr., 1821
- Coprinus lagopus (Fr.) Fr., 1838

## Описание

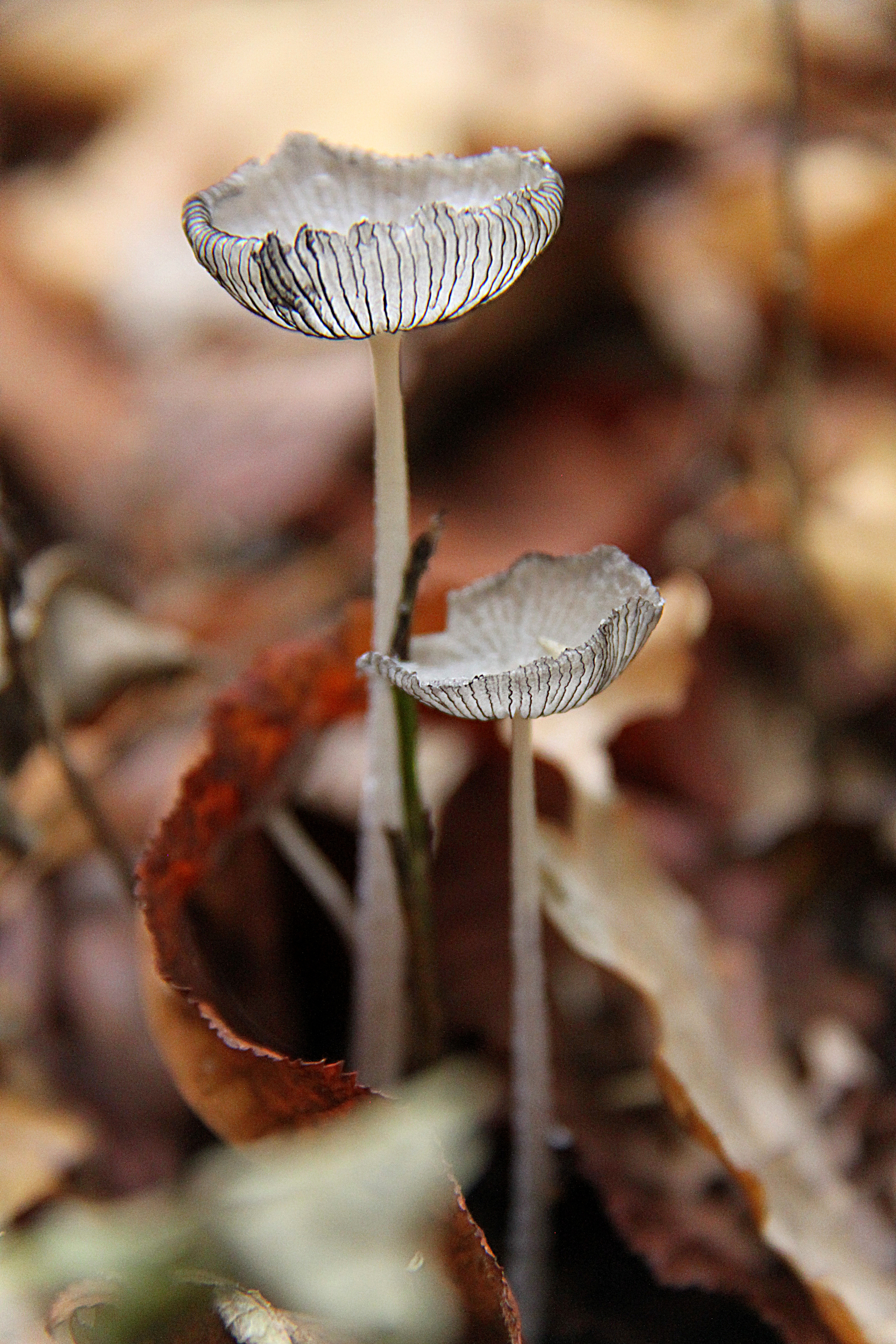
Зрелые плодовые тела

Шляпка от 25—40 мм в диаметре, у молодых грибов вытянуто-яйцевидная, колокольчатая, её рубчатая поверхность покрыта белыми хлопьями. Край шляпки с возрастом раскрывается и загибается кверху. Пластинки нежные, белые, с возрастом становятся почти черными. Ножка 130—185 х 25—40 мм, длинная, беловатая, кверху суживается. Мякоть нежная, беловатая, без определённого вкуса и запаха. Споровый порошок чёрный, споры 11—13 х 6—8 мкм, эллипсовидные, неамилоидные.

## Изменчивость
Плодовые тела могут очень сильно различаться в размере. Иногда маленькие грибы выделяются в отдельный вид Coprinus radiatus.

## Сходные виды
Другие навозники.